# آلفاکلسیدول
آلفاکلسیدول (به انگلیسی: Alfacalcidol) با فرمول شیمیایی C۲۷H۴۴O۲ یک ترکیب شیمیایی با شناسه پاب‌کم ۵۲۸۲۱۸۱ است؛ که جرم مولی آن ۴۰۰٫۶۴ g/mol می‌باشد.